# Taxöldern
Taxöldern ist ein Ortsteil der Gemeinde Bodenwöhr im oberpfälzer Landkreis Schwandorf.

## Geographie
Taxöldern liegt im Naturpark Oberpfälzer Wald und befindet sich etwa drei Kilometer westlich der Staatsstraße 2398 von Neunburg vorm Wald nach Bodenwöhr. Der Ort liegt auf 435 m ü. NHN am Fuße des Eichelberges. Zwei Kilometer nordwestlich von Taxöldern liegt das Naturschutzgebiet Pfahl.
Taxöldern liegt an der Bodenwöhrer Senke, die zur Bodenwöhrer Bucht gehört.

## Geschichte
In der zweiten Hälfte des 13. Jahrhunderts sind hier ein Rupertus und ein Hainricus de Dahsoerl urkundlich sicher nachgewiesen. Frühere Zuschreibungen, etwa um 1123, scheinen sich auf die Wüstung Taxölder bei Galching nahe Ambergs zu beziehen. Diese erscheinen neben Rvdgerus de Wartberch und Otto de Niwenbruch in einer Urkunde der Grafen von Ortenburg-Murach, die am 23. April 1271 ihre Besitzungen im Nordgau dem wittelsbachischen Herzog Ludwig verkauften. Am 13. Mai 1274 nahmen die fratres de Dahshulaer an einem zwischen Herzog Ludwig und Herzog Heinrich geschlossenen Vergleich teil. 1275 verkaufte Heinrich de Dachshoeler dem Kloster Ensdorf vier Lehen zu Chaltenbrunne. Dieser war auch 1277 Zeuge bei einer Urkunde des Heinrich des Parsberger; 1289 bezeugt er einen Zehentverkauf an das Kloster Schönthal. In dem Herzogsurbar von 1285 sind die Dahsholerer als pfalzgräfliche Lehensträger in Tachelhoun und Gegelpach im officium Lengenvelt verzeichnet. Zu Beginn des 14. Jahrhunderts ist Ruprecht von Dachsüler als Zeuge für Dietrich von Parsberg bei der Übergabe eines Hofes an das Kloster Pielenhofen tätig (1300, 1311). Rupertus Dachsholler besaß 1326 die Gilt aus dem abgegangenen Ort Witzleinsprunne. Herzog Rudolf verpfändete dem Heinrich von Dachshoeler am 4. April 1311 sein Gut Seebarn. 1316 übergab König Ludwig dem Heinrich Dashcholer die Vogtei über Pingarten sowie Neulestorf. 1317 führt Hainrich von Dahshöer mehrmals die Zeugenlisten des Klosters Schönthal an. Auch ein Alt von Dachsholrer wird dabei genannt. Heinrich von Dachshoelre und Ruprecht der Dachshoelrater von Poentingen verbündeten sich 1321 mit König Ludwig und nahmen an der Schlacht bei Mühldorf teil. Am 6. Januar 1323 bezeugt der Dahsholrär einen Vergleich zwischen Chunrat dem Wisenter und dem Bischof Nikolaus von Regensburg hinsichtlich des Zolls zu Chamb. Heinrich Dachshöler von Nevnburch ist nochmals 1360 belegt. Zwischen 1363/64 und 1368 ist Heinrich von Taxöldern als Richter von Neunburg genannt. Am 20. Januar 1360 kaufte Ruprecht der Dachshoeler ein Lehen zu Pingarten; er kommt auch 1364 als Bürge für den Albrecht dem Freundorfer vor.
Nach dem Tode des Ruprecht von Taxöldern († 1373) erwarb seine Nichte und Tochter des ebenfalls bereits verstorbenen Heinrich von Taxöldern namens Waltpurga beim Landgericht Nabburg eine Verfügung, durch die ihr das Erbe ihres Vaters, das von ihrem Onkel verwaltet wurde, übergeben wird. Diese war mit Hildebrand dem Ramsperger verehelicht. Der erwarb 1384 von Leo Cleyspentaler zu Peydel nach dem Tod von dessen Ehefrau Agnes (die Tochter des Ruprecht von Taxöldern) deren Erbe, d. h. die Hälfte von Dorf, Haus und Veste Taxöldern und weitere Pertinenzen. Gegen diesen Verkauf protestierte 1386 Konrad der Stainer von Mauschendorf beim Landgericht Neunburg, da er Anspruch auf das Erbe des Ruprecht erhob. Diese Klage hatte aber keinen Erfolg. Mit dem Heinrich und dem Ruprecht von Taxöldern endete die männliche Linie dieses Geschlechts. Heinrichs Tochter Walpurga verfügte nur kurz allein über das Gut. Am 12. März 1387 ist ein Stephan Degenberger als Mitbesitzer ausgewiesen. Beide verkauften 1387 ihren Besitz an die Pfalzgräfin Elisabeth.
90 Jahre blieb Taxöldern im Besitz der Pfalzgrafen. Am 10. Juli 1476 übertrug Pfalzgraf Otto II. von Mosbach den Sitz und Amthof seinem Jägermeister Ulrich Poyssel auf Erbrecht. Der Brucker Bürger Sebastian Puchelschneider veräußerte seinen gemauerten Sitz zu Taxöldern am 10. Dezember 1524 an die herzoglichen Brüder Ludwig und Friedrich. Taxöldern blieb ab diesem Zeitpunkt in das pfälzische Landgericht Neunburg inkorporiert.

### Steuerdistrikt
Zum Steuerdistrikt Taxöldern gehörten zu Beginn des 19. Jahrhunderts Pingarten, Taxöldern, Turesbach und Ziegelhütte.
Das Königreich Bayern wurde 1808 in 15 Kreise eingeteilt. Diese Kreise wurden nach französischem Vorbild nach Flüssen benannt (Naabkreis, Regenkreis, Unterdonaukreis usw.). Die Kreise gliederten sich in Landgerichtsbezirke. Der Landgerichtsbezirk Neunburg vorm Wald hatte 55 Steuerdistrikte, darunter Taxöldern mit Pingarten, Turesbach und Ziegelhütte.

### Gemeinde Taxöldern
Die Landgerichtsbezirke wiederum sollten in einzelne Gemeindegebiete eingeteilt werden. 1820/21 entstand die Gemeinde Taxöldern mit 26 Familien, Pingarten mit 12 Familien und der Weiler Turesbach mit 3 Familien. In der Folgezeit gehörten zur Gemeinde Taxöldern die Orte Höcherhof, Kipfenberg, Pingarten, Turesbach und Ziegelhütte.

### Einwohnerentwicklung
Einwohnerentwicklung in der Gemeinde Taxöldern von 1840 bis 1961:
| Jahr      | 1840 | 1861 | 1867 | 1871 | 1890 | 1900 | 1910 | 1919 | 1933 | 1939 | 1946 | 1950 | 1961 |
| Einwohner | 330  | 337  | 310  | 323  | 353  | 357  | 364  | 364  | 382  | 383  | 523  | 494  | 386  |

Der Bevölkerungsanstieg ab dem Jahre 1946 erklärt sich aus der Vielzahl von Flüchtlingen, die aus ihrer Heimat vertrieben wurden. Durch Zuweisung erhielten sie eine Bleibe in den einzelnen Ortschaften. In den Folgejahren ging die Einwohnerzahl, je nach Arbeitsplatzangebot, wieder zurück. Am 1. Juli 1972 wurde die Gemeinde Taxöldern im Zuge der Gebietsreform aufgelöst und wurde mit ihren Ortsteilen Höcherhof, Kipfenberg, Pingarten, Turesbach und Ziegelhütte in die Gemeinde Bodenwöhr eingegliedert.

## Kultur und Sehenswürdigkeiten
Siehe auch Liste der Baudenkmäler in Bodenwöhr, Abschnitt Taxöldern

### Burg Taxöldern
1384 verkaufte Leo Kleystentaler, die Hälfte an Haus, Veste und Dorf Taxöldern sowie den dortigen Weiher an Hildebrand den Ramsberger. Durch den Kauf war er Gesamtbesitzer von Taxöldern.

### Schloss Taxöldern
Friedrich II. von der Pfalz ließ 1543 in Taxöldern ein Jagdschloss errichten. Auf dem Schloss saßen Forstmeister, z. B. auch die Sechser, die dann Rauberweiherhaus erwarben.

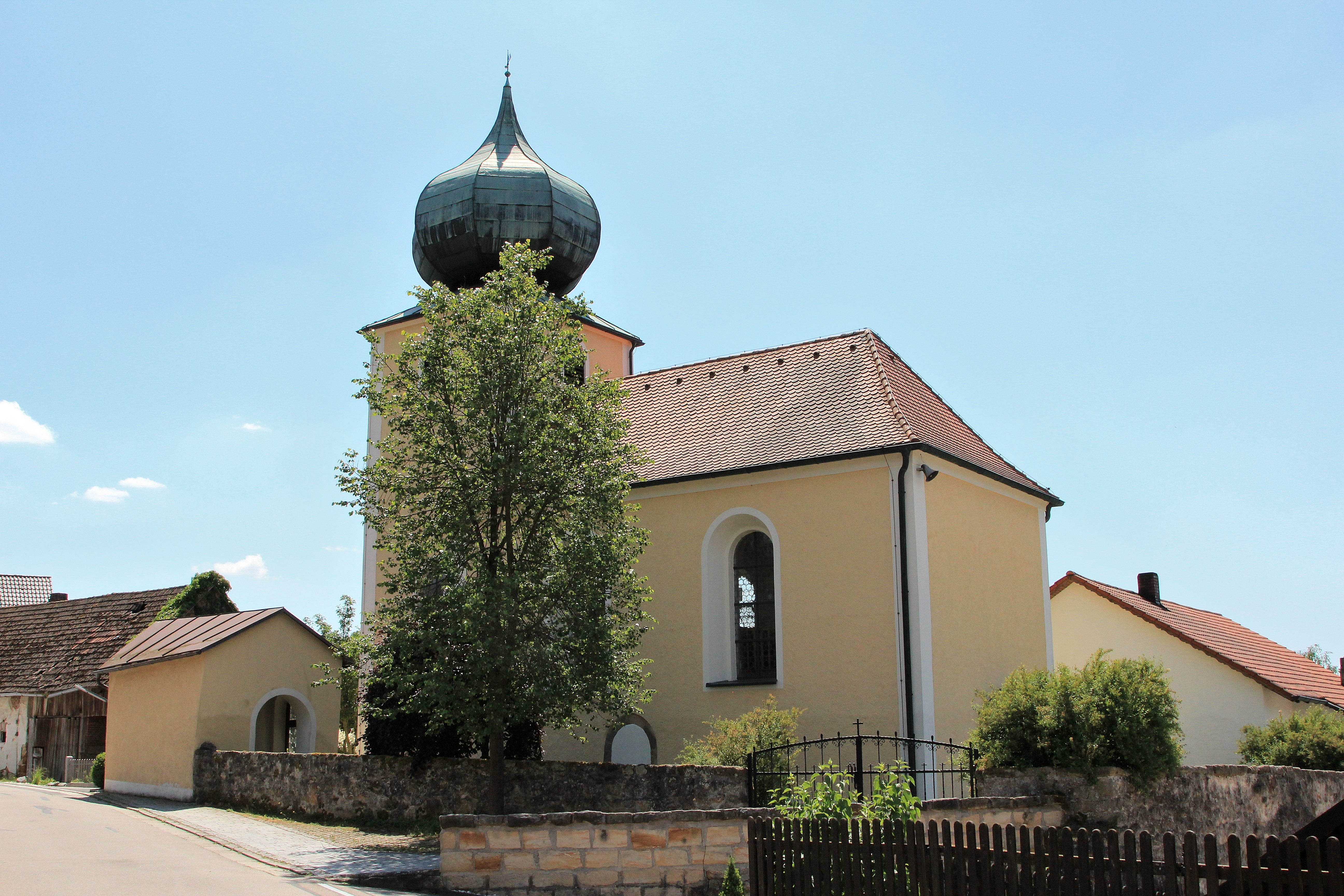
St. Johannes der Täufer (2017)
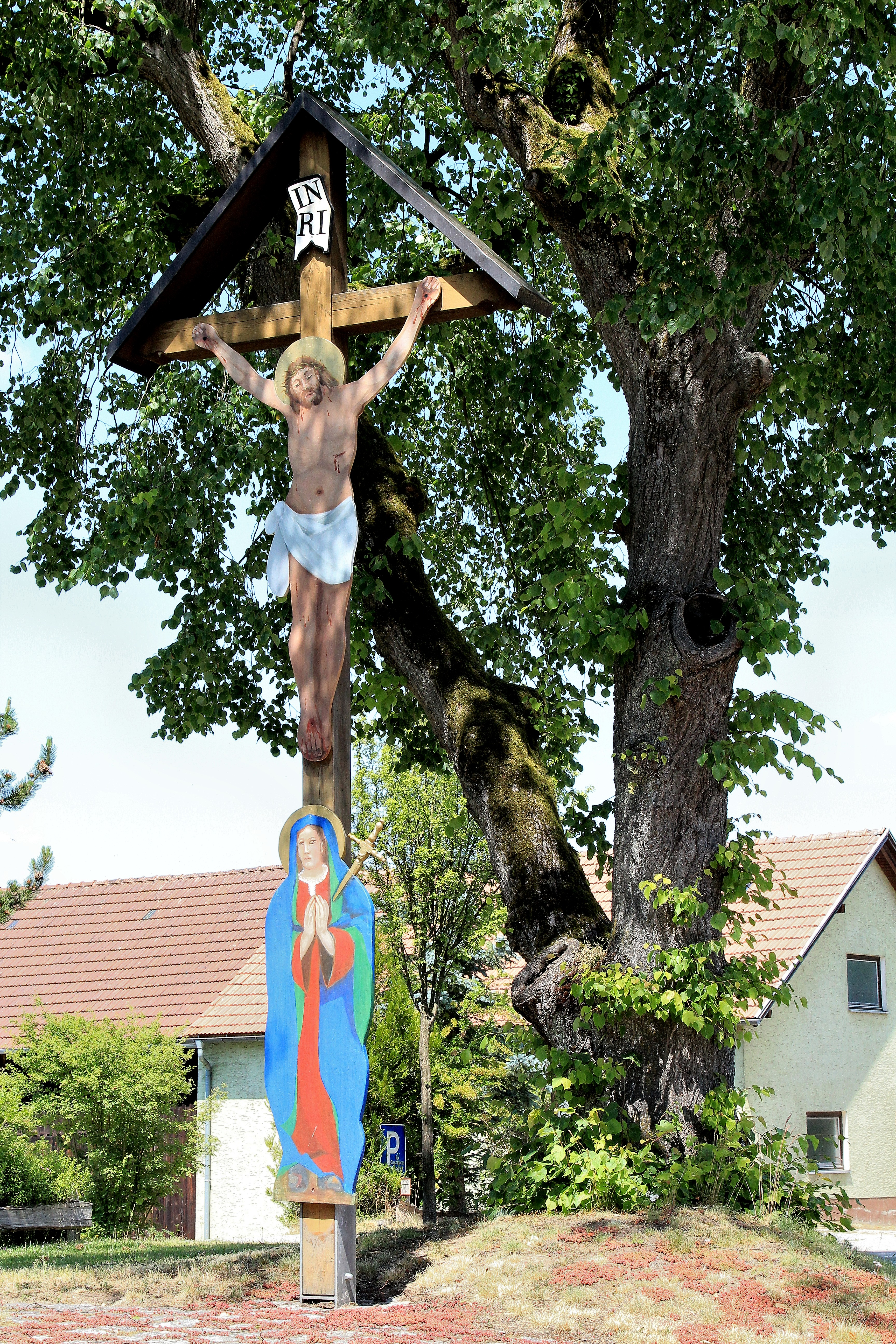
Kreuz in der Ortsmitte (2017)
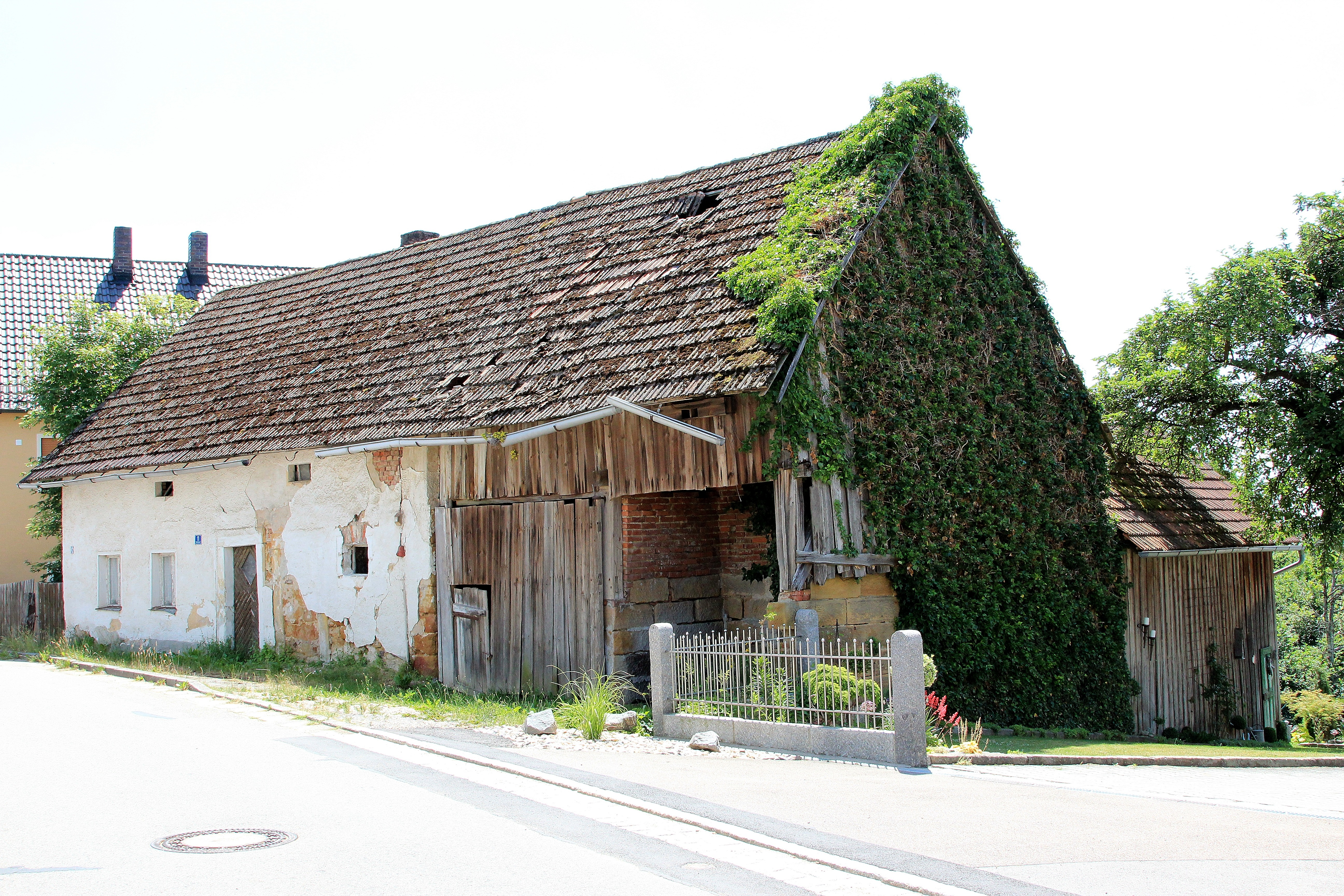
Typisches oberpfälzer Wohnstallhaus (2017)
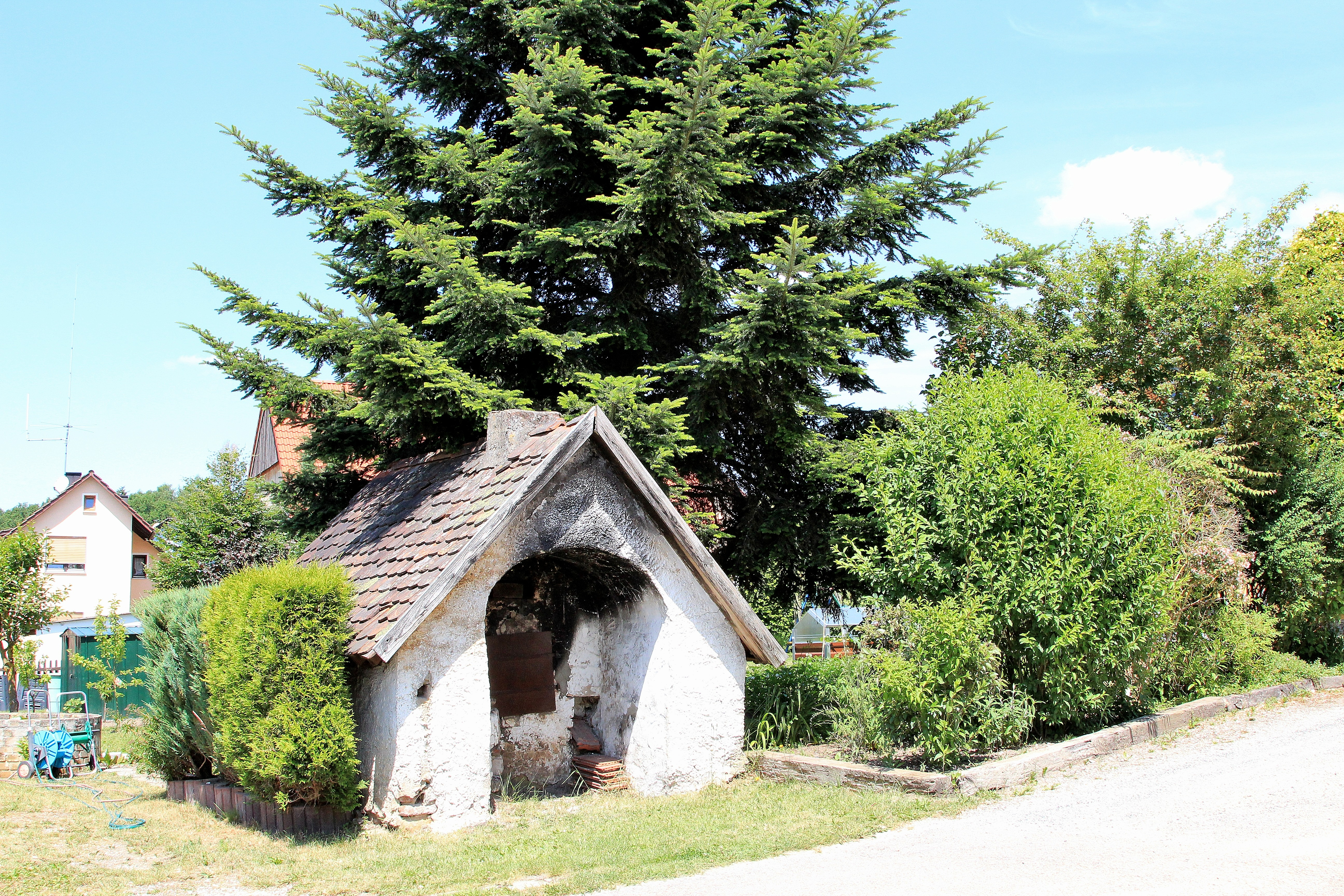
Dorfbackofen (2017)